# 국도 제479호선 (일본)

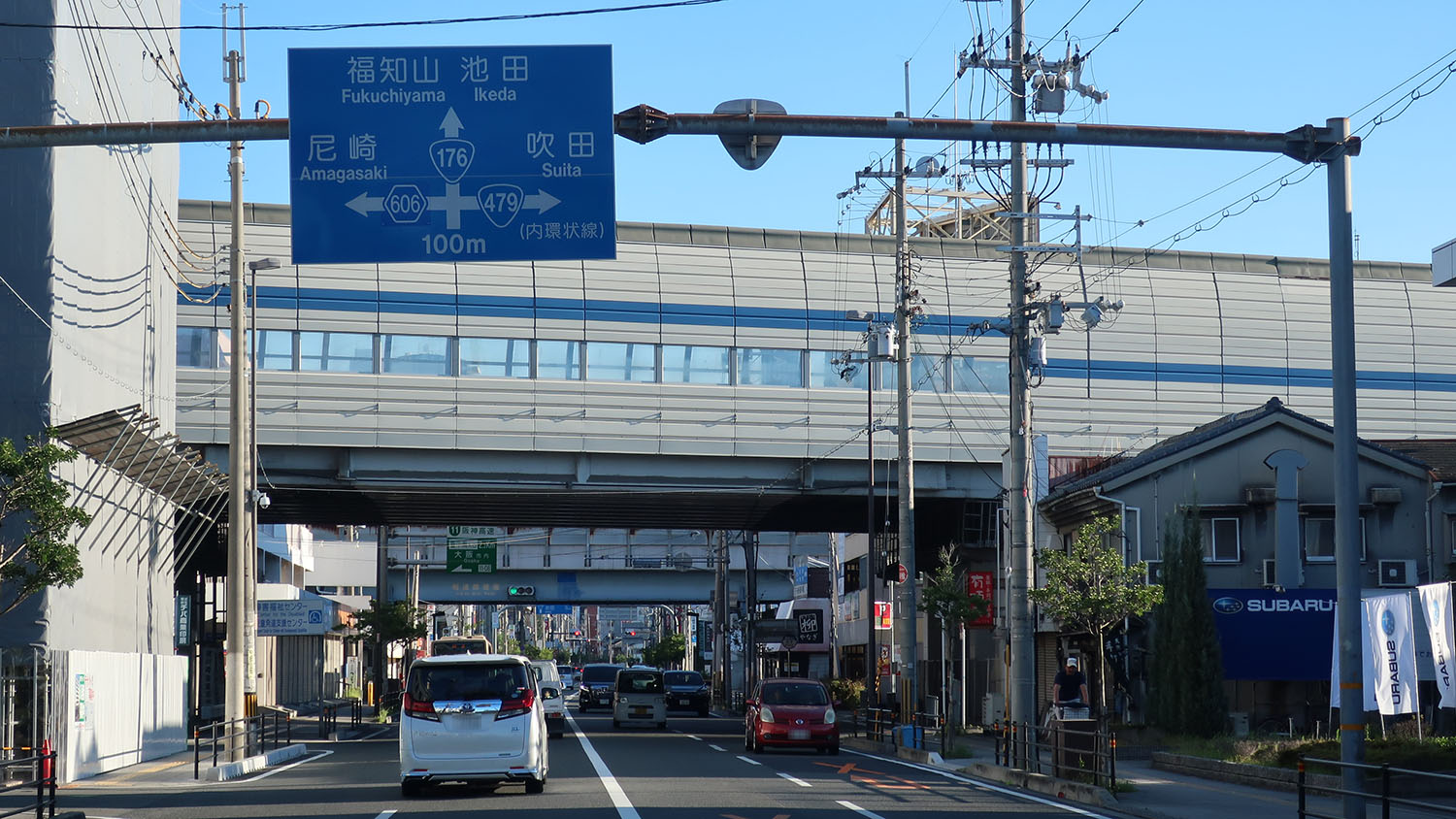
일본 479번 국도의 기점. 위치는 오사카부 도요나카시 이나즈초 교차로 일대.

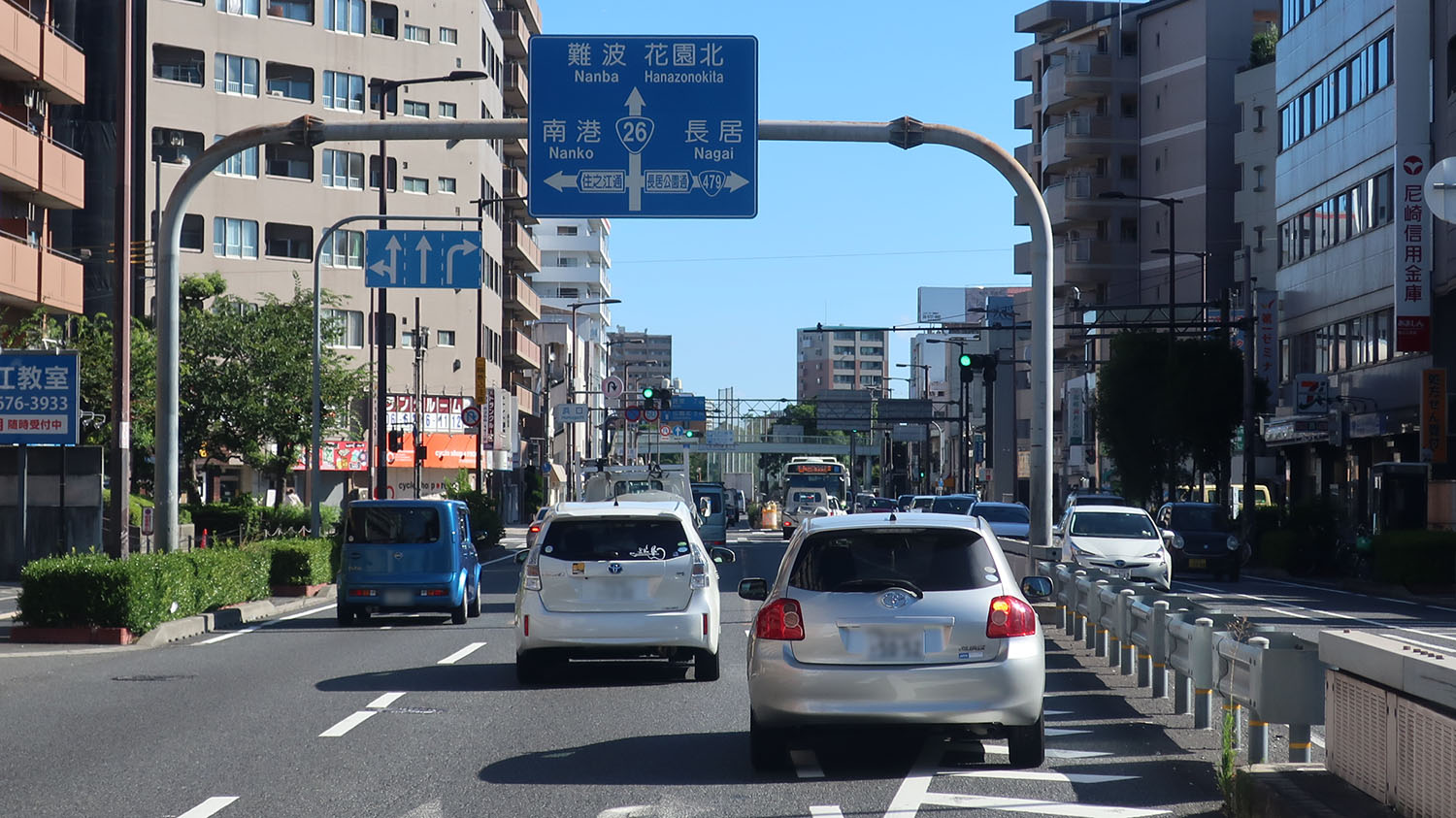
일본 479번 국도의 종점. 오사카부 오사카시 스미노에구 하마구치 교차로 부근.

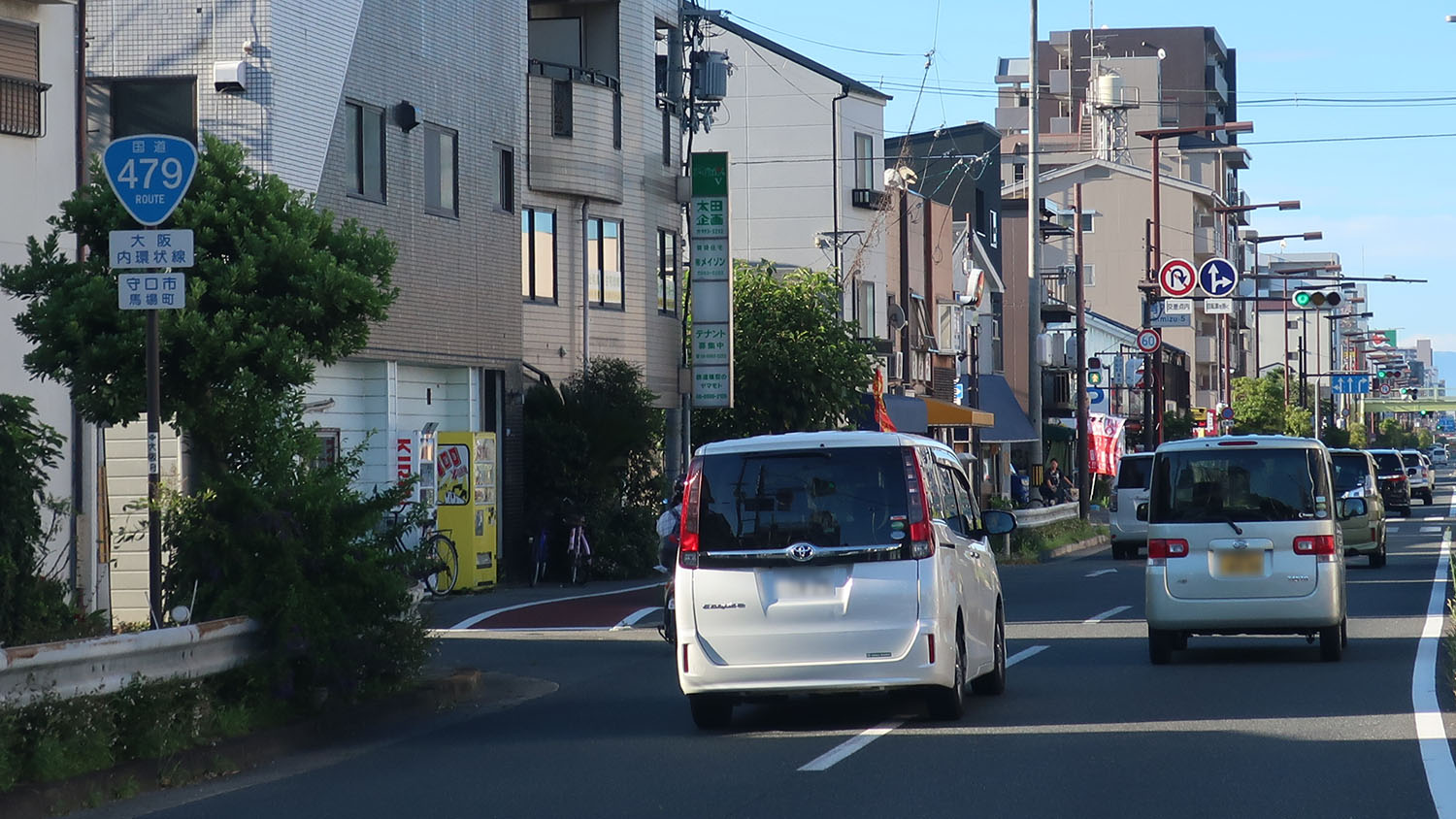
오사카부 모리구치시 바바초 (2019년 8월 촬영)

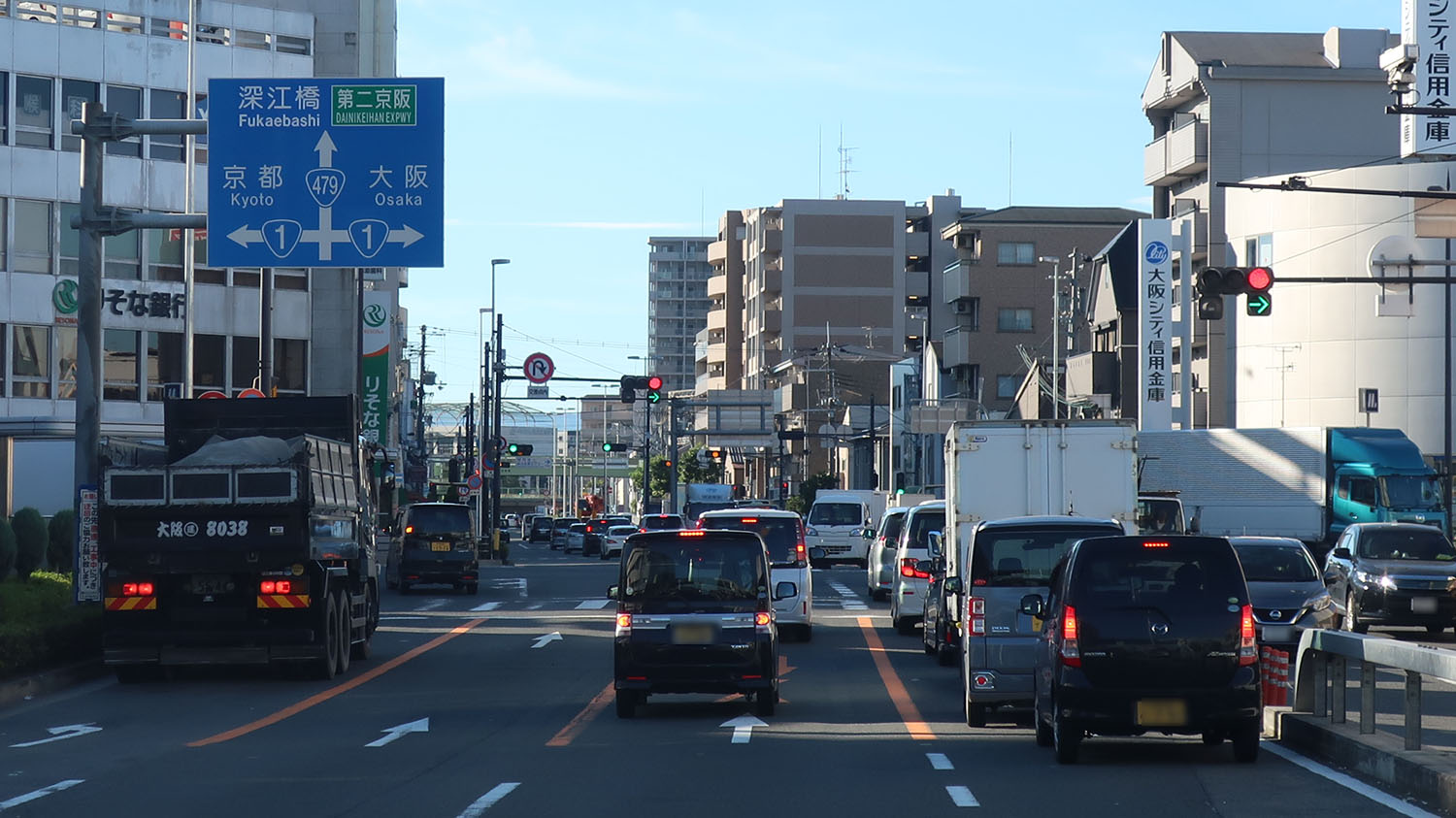
1번 국도와 교차하고 있는 모습.
오사카부 모리구치시 미도리마치

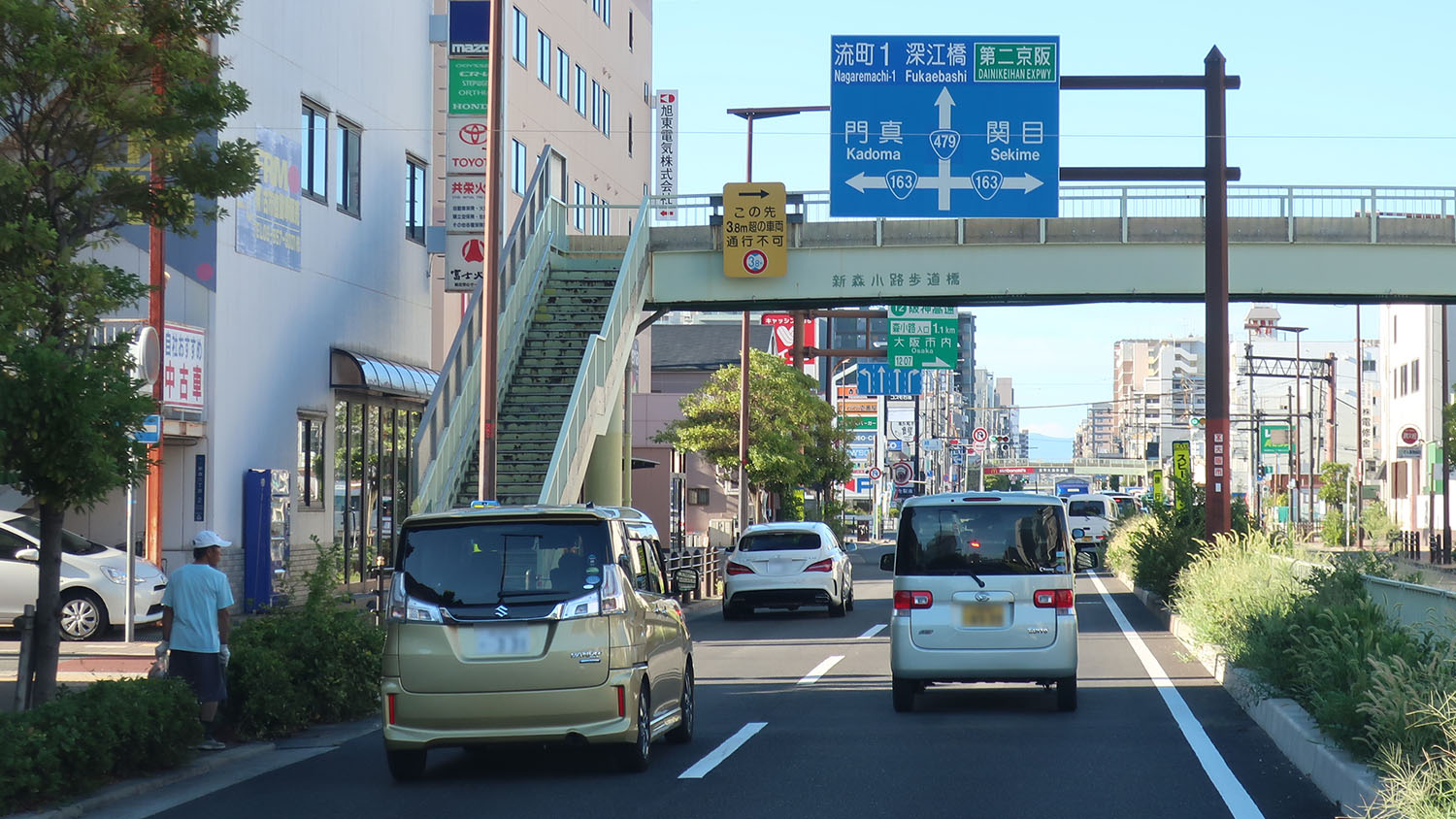
163번 국도와 교차
오사카부 오사카시 아사히구 신모리

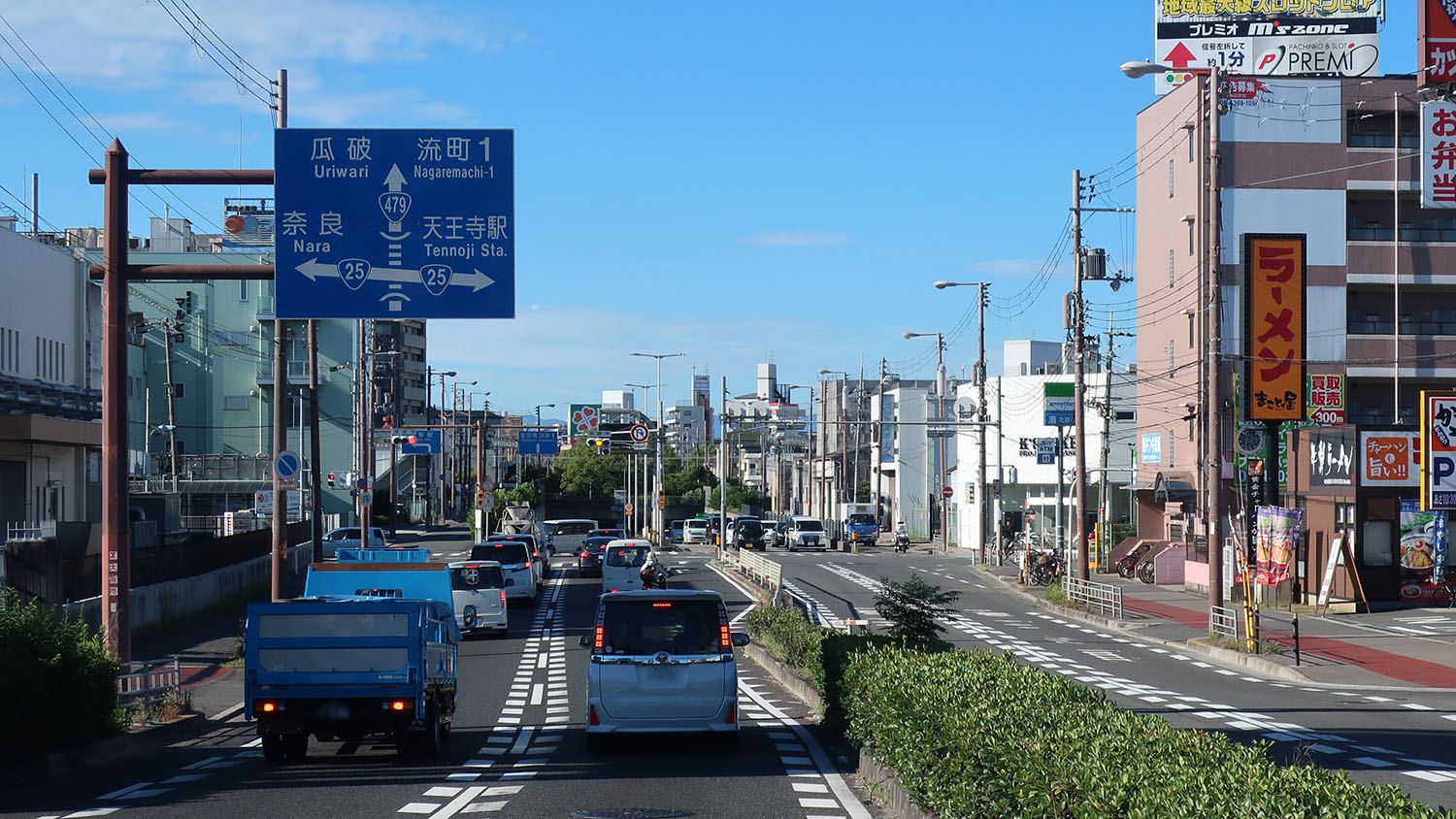
25번 국도와 교차
오사카부 오사카시 히라노구 히라노키타

일본 479번 국도(일본어: 国道479号→국도 479호)는 오사카부 도요나카시에서 같은 부의 오사카시 스미노에구까지 이어지는 총 연장 28.9 km, 실제 연장 27.2 km의 거리를 가진 일본의 일반 국도이다.

## 개요
이 국도는 1993년에 부도(府道)에서 국도(国道)로 승격하는 과정상, 이 국도가 본디부터 오사카부도 제1호 오사카 내환상선(大阪府道1号大阪内環状線)인 상태로 이루어져 있으나, 지금까지 부 명칭인 오사카 내환상선(大阪内環状線)이라는 이름이 여전히 남아 있게 되는 것으로 보인다. 그래서 오사카부 산하에 둔 환상 도로들은 대체적으로 보면 3개의 다른 노선들이 있다. 주로 오사카시도 오사카 환상선을 필두로 하여, 오사카부도 제2호 오사카 중앙환상선 그리고 오사카 외환상선(170번 국도) 등이 대표적인 것으로 드러나고 있는 것으로 알려져 왔다. 그리고 내환상선에 한하여 도로 표지판의 노선명을 별도로 표기하는 특이한 사례이기도 하다.

### 노선 정보
- 기점 : 도요나카시 (이나즈초 교차로 = 176번 국도와 교차)
- 종점 : 오사카시 스미노에구 (하마구치 교차로 = 26번 국도와 교차)
- 주요 경유지 : 스이타시, 모리구치시, 오사카시 아사히구, 같은 시 히가시나리구, 같은 시 히라노구 등.
- 총 연장 : 28.9 km (오사카부 6.9 km, 오사카시 22.0 km)
- 중용 연장 : 1.6 km (오사카부 0.1 km, 오사카시 1.6 km)
- 미공용 연장 : 없음
- 실제 연장 : 27.2 km (오사카부 6.8 km, 오사카시 20.5 km)
  - 현도 : 27.2 km (오사카부 6.8 km, 오사카시 20.5 km)
  - 구도 : 없음
  - 신도 : 없음
  - 지정 구간 : 없음

## 연혁
- 1969년 12월 1일 : 도요나카시 - 오사카시 히가시나리구 신후카에 구간이 정식으로 개통
- 1971년 10월 1일 : 주요 지방도 오사카 내환상선을 정식으로 인정 (오사카부는 1972년 7월 1일 자로 지정)
- 1981년 12월 20일 : 주요 지방도 오사카 내환상선 전 구간이 정식으로 개통
- 1984년 3월 1일 : 오사카부의 부도 번호 체계 도입과 더불어 오사카부도 제1호 오사카 환상선으로 명칭 변경
- 1993년 4월 1일 : 기존의 오사카부도 제1호 오사카 환상선을 국도 제479호선으로 정식 승격

단, 현재의 오사카부도 제1호선은 이바라키 셋쓰 선(茨木摂津線)으로 자리가 바뀐 상태이다.

## 지리

### 통과하는 지자체
- 오사카부
  - 도요나카시 - 스이타시 - 모리구치시 - 오사카시 (히가시요도가와구 - 쓰루미구 - 조토구 - 히가시나리구 - 히가시스미요시구 - 스미요시구 - 스미노에구)

### 통과하는 도로

#### 국도
- 국도 제176호선
- 국도 제423호선
- 국도 제1호선
- 국도 제163호선
- 국도 제308호선
- 국도 제25호선
- 국도 제309호선
- 국도 제26호선

#### 도도부현도
- 오사카부도 제606호선
- 오사카부도 제134호선
- 오사카부도 제14호선
- 오사카부도 제151호선
- 오사카부도 제16호선
- 오사카부도 제161호선
- 오사카부도 제8호선
- 오사카부도 제168호선
- 오사카부도 제24호선
- 오사카부도 제159호선
- 오사카부도 제173호선
- 오사카부도 제5호선
- 오사카부도 제186호선
- 오사카부도 제26호선
- 오사카부도 제28호선
- 오사카부도 제30호선

#### 고속도로, 시정촌도
- 시정촌도 : 오사카시도 지쓰고 후카에 선
- 고속도로 : 한신 고속도로 14호 마쓰바라 선

### 연선
- 오사카 메트로 미도스지선·기타오사카 급행 전철 난보쿠 선 에사카 역
- 한큐 센리 선 스이타 역
- 스이타 우편국
- 한큐 교토 본선 가미신조 역
- 도요사토 대교
- 오사카 메트로 이마자토스지선 다이도토요사토 역
- 오사카 메트로 나가호리쓰루미료쿠치선 이마후쿠쓰루미 역
- 오사카 메트로 주오선 후카에바시 역
- 오사카 메트로 센니치마에선 쇼지 역, 기타타쓰미 역, 히라노 역[1]
- 간사이 본선 히라노 역
- 오사카 메트로 다니마치선 히라노 역, 기레우리와리 역
- 오사카시 고속 전기궤도 미도스지 선·JR 한와 선 나가이 역
- 나가이 공원
- 스미요시타이샤